# راکفیر
راکفیر (انگلیسی: Rakvere) شرکت صنایع غذایی استونیایی است، که در سال ۱۸۹۰ تأسیس شد.